# Urvaste (Antsla)
Urvaste es una aldea del municipio de Antsla, en el condado de Võru, Estonia, con una población censada a final del año 2011 de 90 habitantes. 
Se encuentra ubicada al noroeste del condado, cerca de la frontera con los condados de Valga y Põlva.